# Даніель Ліфшиць
Даніель Ліфшиць (івр. דניאל ליפשיץ; нар. 24 квітня 1988, Стокгольм, Швеція) — ізраїльський футболіст, що грав на позиції воротаря.

## Ранні роки
Даніель народився в Стокгольмі, але в 7-річному віці разом з сім'єю емігрував до Ізраїлю. Його мати — шведка, а батько — мешканець кібуца Нір-Оз. Батьки майбутнього футболіста познайомилися, коли мати приїхала до кібуца Нір-Оз як волонтерка.

## Клубна кар'єра
У 2007 році підписав 4-річний контракт з «Маккабі» (Нетанья). Дебютував за команду з Нетаньї 28 листопада 2007 року в Кубку Тото проти «Бней-Сахніна». Напередодні свого 21-річчя, 22 серпня 2009 року дебютував у Прем'єр-лізі в поєдинку проти «Хапоеля» (Хайфа).
Напередодні початку сезону 2010/11 років перейшов у «Маккабі Ахі Назарет», але закріпитися в команді не зумів. Наступного сезону опинився в «Хапоелі» (Беер-Шева), де також виходив на поле не часто. У сезоні 2012/13 років перейшов до клубу «Маккабі» (Умм аль-Фагм) з Другого дивізіону чемпіонату Ізраїлю.
У першій частині сезону 2013/14 років виступав у Рамат-Гані, а в другій — у «Маккабі» (Герцлія). У сезоні 2014/15 років перейшов до «Хапоеля» (Раанана), який тоді виступав у Прем'єр-лізі, на позицію основного воротаря команди.
29 серпня 2015 року був орендований клубом «Маккабі» (Тель-Авів). 17 жовтня дебютував у воротах нової команди проти «Маккабі» (Петах-Тіква), а на 87-й хвилині отримав червону картку за фол проти гравця команди-суперниці. 16 червня 2016 року підписав повноцінний контракт зі столичним клубом. Протягом наступного сезону ще одного разу виходив на поле у його складі, після чого оголосив про завершення ігрової кар'єри.

## Кар'єра в збірній
Єдиний матч у футболці молодіжної збірної Ізраїлю провів 28 грудня 2008 року проти однолітків з Узбекистану.

## Особисте життя
У 2012 році Ліфшиць та Дан Роман відкрили компанію «Bourgogne Crown», яка імпортує до Ізраїлю бургундські вина з десяти винзаводів та розповсюджує їх по ресторанах Тель-Авіва.

## Титули і досягнення
- Володар Кубка Тото (1):

Маккабі (Тель-Авів): 2017-18